# Efecto secundario (medicina)
Un efecto secundario, en medicina, es una consecuencia que es secundaria al efecto deseado, puede ser de carácter terapéutico o adverso. Aunque el término se emplea predominantemente para describir los  efectos adversos, también puede aplicarse a las consecuencias beneficiosas, pero no intencionadas, del uso de un medicamento. El desarrollo de medicamentos es un proceso complicado, porque no hay dos personas exactamente iguales, por lo que incluso los medicamentos que prácticamente no tienen efectos secundarios pueden ser difíciles para algunas personas. Además, es difícil hacer un medicamento que se dirija a una parte del cuerpo, pero que no afecte a otras partes, el hecho de que aumenta el riesgo de efectos secundarios en las partes no dirigidas. 
En ocasiones, se recetan medicamentos o se realizan procedimientos específicamente por sus efectos secundarios; en ese caso, dicho efecto secundario deja de ser un efecto secundario, y ahora es un efecto deseado. Por ejemplo, los rayos X se utilizaron históricamente (y se usan actualmente) como una técnica de imagen; el descubrimiento de su capacidad oncolítica llevó a su empleo en radioterapia (ablación de tumores malignos). 

## Definición
Los farmacólogos saben que todo medicamento produce más de un efecto. Todos los medicamentos producen su efecto intencional, o efecto terapéutico, junto con otros efectos. Los usos terapéuticos de cualquier medicamento se conocen como la indicación del medicamento.
Un efecto secundario surge como consecuencia de la acción principal, pero no forma parte inherente de
ella, por ejemplo, la hipopotasemia que aparece en el curso del tratamiento con ciertos diuréticos.
Es bien sabido que las personas mayores de 60 años son más propensas a sufrir los efectos secundarios de los medicamentos con más frecuencia, por lo que el médico tratante suele ajustar las dosis para evitarlos.

### Distinción de términos
Un efecto secundario se diferencia de los efectos adversos en que muchos de los efectos secundarios son conocidos y esperados y, por lo regular, no ponen en peligro la vida. Algunos efectos secundarios pueden prevenirse, los efectos adversos no. Por ejemplo, tomar metformina puede provocar diarrea y distensión abdominal en muchos pacientes, que son efectos secundarios esperados que no obligan a abandonar la medicación. Fármacos conocidos, cuya eficacia depende de la dosis, tienen efectos secundarios que disminuyen frecuentemente en intensidad con el uso continuado de la medicación.
Los efectos secundarios son más fastidiosos que nocivos. La boca seca y la sedación que producen algunos antihistamínicos son otro ejemplo de ello.
Los efectos adversos también son efectos indeseados, pero involucran eventos inesperados y que por lo regular implican riesgos serios para el paciente, incluso muerte. Dentro de estos efectos adversos nocivos se halla diarrea persistente, vómito o alteraciones del sistema nervioso central, como confusión; o pueden producir trastornos que afectan el funcionamiento de órganos vitales, como el hígado o el riñón, cuando se usan en tratamiento prolongado. La reducción de la dosis o cambiar a un medicamento alterno a menudo previene o reduce al mínimo estas consecuencias dañinas. Estos efectos adversos son inductores de gestiones de los sectores de salud de los países para retirar al fármaco del mercado.
También debe considerarse que si la reducción de la dosis hace desaparecer o disminuir los efectos secundarios, pero a costa de una pérdida de eficacia del fármaco, deberá cambiarse de medicación.

### Otros términos diferenciales
- Reacción paradójica. Son reacciones adversas que ocurren al tomar un medicamento para una afección y provocan el efecto contrario al que se busca. Por ejemplo, una alergia por tomar un antialérgico. Otro efecto adverso paradójico es el de la clozapina que puede provocar el aumento de la salivación, posiblemente como resultado de las propiedades agonistas selectivas de este fármaco.[6]

- Reacción idiosincrásica: Es una reacción genéticamente determinada que se caracteriza por la respuesta «anormal», cualitativa o cuantitativa, que ciertos individuos tienen frente a un fármaco, incluso administrado a dosis pequeñas. En sentido estricto, las reacciones inmunológicas pertenecen a este grupo, pero este término se utiliza más comúnmente para designar las reacciones provocadas por la singular dotación enzimática de un individuo.[3]

## Frecuencia de efectos secundarios
La probabilidad de experimentar efectos secundarios se caracteriza como:
- Muy frecuentes, ≥1⁄10
- Común (frecuente), 1⁄10 a 1⁄100
- Poco frecuentes (poco frecuentes), 1⁄100 a 1⁄1000
- Raro, 1⁄1000 a 1⁄10000
- Muy raros, <1⁄10000

Los efectos secundarios pueden ser benéficos y en la mayoría de los casos tales efectos se convierten en el uso principal. Cuando esto ocurre, la FDA aprueba un reposicionamiento.

## Efectos secundarios terapéuticos

### Reposicionamiento de fármacos
En farmacoterapia se conoce como reposicionamiento al proceso de retirar de una categoría terapéutica a un medicamento que fue diseñado para una afección, pero un efecto secundario provocó que se mueva a una categoría diferente. El sildenafil fue estudiado para ser empleado como fármaco antihipertensivo, luego se reposicionó para ser aprovechado en la terapia de la disfunción eréctil. A veces solo hay un cambio de forma farmacéutica para aprovechar el efecto secundario, como sucedió con el minoxidil, un potente vasodilatador, en el que su efecto secundario lo recategorizó como medicación contra la pérdida de cabello en la forma de loción o solución tópica. Existe evidencia acumulada que muestra que los inhibidores de cinasas como Dabrafenib, Vemurafenib, Sorafenib, Pazopanib y Ponatinib, usados para el tratamiento del cáncer, también muestran actividad antinecroptótica. La evidencia indica que algunos de estos fármacos contra el cáncer también afectan negativamente a la señalización de la necroptosis. Esto implica que algunas terapias contra el cáncer pueden reutilizarse para otras patologías, por ejemplo en enfermedades isquémicas o inflamatorias.
Hoy en día se busca hacer reposicionamiento de fármacos para enfermedades raras gracias a modelos computarizados.

### Ejemplos de efectos secundarios terapéuticos

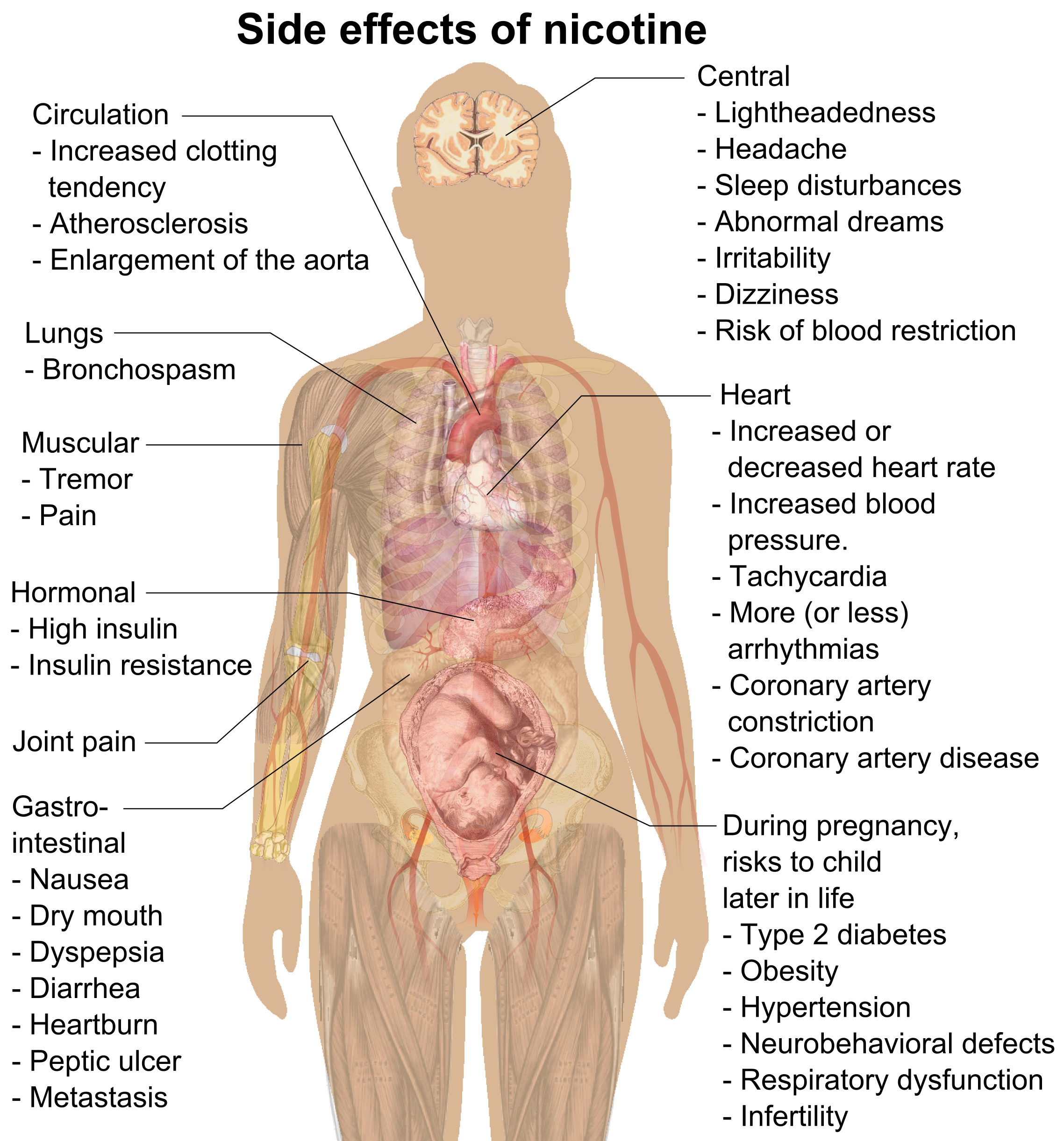
Posibles efectos secundarios de la nicotina.

- El bevacizumab (Avastin), que se utiliza para disminuir el crecimiento de los vasos sanguíneos, se ha usado contra la degeneración macular relacionada con la edad, así como contra el edema macular de enfermedades como la retinopatía diabética y la oclusión de la vena central de la retina.[14]
- Se ha demostrado experimentalmente que la buprenorfina (1982–1995) es eficaz contra la depresión severa y refractaria.[15][16]
- El bupropión (Wellbutrin), un antidepresivo, también se usa como ayuda para dejar de fumar; esta indicación se aprobó más tarde, y el nombre del producto para dejar de fumar es Zyban. En Ontario, Canadá, los medicamentos provinciales para dejar de fumar no están cubiertos por los planes provinciales de medicamentos; En otros lugares, Zyban tiene un precio más alto que Wellbutrin, a pesar de ser el mismo medicamento. Por lo tanto, algunos médicos prescriben Wellbutrin para ambas indicaciones.
- La carbamazepina es un tratamiento aprobado para el trastorno bipolar y las convulsiones epilépticas, pero tiene efectos secundarios útiles para tratar el trastorno por déficit de atención con hiperactividad (TDAH), la esquizofrenia, el síndrome del miembro fantasma, el trastorno por dolor extremo paroxístico, la neuromiotonía y el trastorno por estrés postraumático.[17]
- Dexametasona y betametasona en el parto prematuro, para mejorar la maduración pulmonar del feto.[18]
- La doxepina se ha utilizado para tratar el angiodema y las reacciones alérgicas graves debido a sus fuertes propiedades antihistamínicas.[19]
- La gabapentina, aprobada para el tratamiento de las convulsiones y la neuralgia postherpética en adultos, tiene efectos secundarios que son útiles para tratar el trastorno bipolar, el temblor esencial, los sofocos, la profilaxis de la migraña, los síndromes de dolor neuropático, el síndrome del miembro fantasma y el síndrome de piernas inquietas.[20]
- La hidroxizina, un antihistamínico, también se usa como ansiolítico.
- El sulfato de magnesio en obstetricia para trabajo de parto prematuro y preeclampsia.[18]
- El metotrexato (MTX), aprobado para el tratamiento del coriocarcinoma, se usa con frecuencia para el tratamiento médico de un embarazo ectópico no roto.[21]
- La medicación con ISRS sertralina está aprobada como un antidepresivo, pero retrasa el clímax conyugal en los hombres y, por lo tanto, puede suministrarse a aquellos en los que el clímax es prematuro.[22]
- El sildenafilo fue originalmente destinado a la hipertensión pulmonar; posteriormente, se descubrió que también produce erecciones, para las cuales se comercializó posteriormente.
- La terazosina, un antagonista adrenérgico α1 aprobado para tratar la hiperplasia prostática benigna (próstata agrandada) y la hipertensión, (uno de varios medicamentos) se usa de forma no autorizada para tratar la diaforesis e hiperhidrosis inducida por fármacos (sudoración excesiva).[23][24]

## Efectos secundarios adversos
En medicina, un efecto adverso es un efecto dañino no deseado que resulta de un medicamento u otra intervención, como una cirugía. 
Un efecto adverso puede denominarse "efecto secundario", cuando se considera secundario a un efecto principal o terapéutico. Si resulta de una dosificación o procedimiento inadecuado o incorrecto, esto se llama un error médico y no una complicación. Los efectos adversos a veces se denominan "iatrogénicos" porque son generados por un médico/tratamiento. Algunos efectos adversos ocurren solo al comenzar, aumentar o suspender un tratamiento. 
El uso de un medicamento u otra intervención médica que esté contraindicada puede aumentar el riesgo de efectos adversos. Los efectos adversos pueden causar complicaciones de una enfermedad o procedimiento y afectar negativamente su pronóstico. También pueden llevar al incumplimiento de un régimen de tratamiento. Los efectos adversos del tratamiento médico provocaron 142,000 muertes en 2013, en comparación con 94,000 muertes en 1990 en todo el mundo.

### Ejemplos de efectos secundarios adversos
- Echinacea: se han notificado más de 20 tipos diferentes de reacciones, incluidos ataques de asma, pérdida del embarazo, urticaria, hinchazón, dolores musculares y trastornos gastrointestinales.[26]
- Feverfew: las mujeres embarazadas deben evitar el uso de esta hierba, ya que puede desencadenar contracciones uterinas que podrían provocar un parto prematuro o un aborto espontáneo.[27]
- Plantas de asteráceas, que incluyen matricaria, equinácea, diente de león y manzanilla. Los efectos secundarios incluyen dermatitis alérgica y fiebre del heno.